# Csepel-Ófalu
Csepel-Ófalu Budapest egyik városrésze a XXI. kerületben,  a Csepel-szigeten.

## Fekvése
Határai a Petróleum utca a Dunától, majd Kossuth Lajos utca, Ady Endre út, Budafoki út és végül a Duna folyam a Petróleum utcáig. 

## Története
Területén állt Csepel település, amit az 1838-as pesti árvíz teljesen elmosott. Az újjáépített falunak a mai Csepel-Belváros lett az új központja, de a falu régi helye is még a 19. században újra benépesült.